# James H. Duff

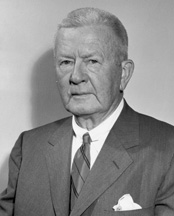
James H. Duff

James Henderson Duff (* 21. Januar 1883 in Mansfield, heute Carnegie, Pennsylvania; † 20. Dezember 1969 in Washington, D.C.) war ein US-amerikanischer Politiker der Republikanischen Partei. Er vertrat den Bundesstaat Pennsylvania im US-Senat und war auch dessen 36. Gouverneur.

## Frühe Jahre
Nachdem er in Princeton 1904 graduiert hatte, nahm er im selben Jahr ein Jura-Studium an der University of Pennsylvania auf. An der dortigen Law School machte er 1907 seinen Abschluss; noch im selben Jahr wurde er in die Anwaltskammer aufgenommen und begann in Pittsburgh zu praktizieren. 35 Jahre lang war er Partner der Kanzlei Duff, Scott & Smith. 1909 heiratete er Jean Taylor.

## Politische Laufbahn
Politisch tätig war Duff fast sein ganzes Erwachsenenleben lang, doch erst 1943 bewarb er sich um ein öffentliches Amt und wurde Justizminister (Attorney General) des Staates Pennsylvania. Vier Jahre später wurde der Republikaner zum Gouverneur des Staates gewählt. Duff trat sein neues Amt am 21. Januar 1947 an. In seiner vierjährigen Amtszeit erhöhte er die Besteuerung auf Zigaretten, Softdrinks und Aktiengewinne. Die Mehreinnahmen wurden in den Umweltschutz sowie in das Bau- und das Gesundheitswesen investiert. Der Hafen von Philadelphia wurde ausgebaut und er unternahm Schritte, um den verschmutzten Schuylkill River zu entgiften. Damals wurden auch neue Brücken über den Delaware gebaut. Die überfüllten Krankenhäuser wurden erweitert bzw. durch Neubauten ergänzt. Im Schulbereich wurde der Beruf des Lehrers durch Gehaltserhöhungen attraktiver gemacht. Um die öffentliche Versorgung zu sichern, verbot der Gouverneur Streiks bei den Versorgungsbetrieben. Duff setzte sich für gleiche Entlohnung für Männer und Frauen bei gleicher Arbeitsleistung ein. Auf der anderen Seite wurde die maximale Wochenarbeitszeit für Frauen von bisher 40 auf 48 Stunden verlängert.
Nach Ablauf seiner vierjährigen Amtszeit kandidierte er für den US-Senat und war wiederum erfolgreich. Die Wiederwahl gelang ihm allerdings nicht: Sechs Jahre später unterlag er dem Demokraten Joseph S. Clark und musste aus seinem Amt ausscheiden. Er beendete damit auch seine politische Laufbahn, blieb aber in Washington und wurde Teilhaber einer Anwaltskanzlei. James Duff war mit Jean Taylor verheiratet.